# アルピーヌ・A521
アルピーヌ・A521 (Alpine A521) は、アルピーヌが2021年のF1世界選手権参戦用に開発したフォーミュラ1カーである。

## 概要
2020年まではルノーF1チームとして参戦してきたが、ルノーがスポーツカーブランドを再生したいと意思表示をした為、2021年からはルノーの傘下自動車メーカーのアルピーヌが名を冠してアルピーヌF1チームへ改名して参戦する。
マシン名は、1975年にルノーエンジンをテストするために開発されたレーシングカー、アルピーヌ・A500にちなんでアルピーヌ・A521と名付けられた（A521の21は2021年を表す）。マシンのカラーリングは、ルノーのイエローから、アルピーヌ車伝統のブルーへと大きく変更された。
ドライバーは昨年から在籍しているエステバン・オコンと3年振りにF1に復帰するフェルナンド・アロンソを迎え、アロンソにとっては2005年と2006年に2年連続でワールドチャンピオンを獲得した古巣への帰還であり、このチームへの加入は3度目となる。

## 2021年シーズン
ドライバーはエステバン・オコンと3年振りにF1に復帰したフェルナンド・アロンソで新たなシーズンを迎える。
バーレーンで行われたプレシーズンテストではマシンの調子が良く、信頼性も高く十分に表彰台も狙えるだろうと言われていた。3年振りに復帰したアロンソも「2年間、F1を離れていたから学び直すところと、もう一度慣れるべきことめいくつかあるが、F1を離れていた2年間も毎週のようにレースをしていたから、大丈夫だと思う。」とコメントした。
開幕戦のバーレーングランプリでは、アロンソがリタイアでオコンが13位とどちらもノーポイントでレースを終えたが、第2戦のエミリア・ロマーニャグランプリと第3戦のポルトガルグランプリではダブル入賞を獲得。その後の第4戦のスペイングランプリから第9戦のオーストリアグランプリまではチームメイトのどちらかがポイントを獲得してレースを終えており、コンストラクターズランキングの中団争いを繰り広げていた。第10戦のイギリスグランプリでは再びダブル入賞を獲得。そして第11戦のハンガリーグランプリでは、後ろから追ってくるハミルトンをブロックしたアロンソのサポートもあり、オコンが彼自身のキャリア初優勝を獲得し、アロンソは4位入賞した。ルノーのワークスが優勝を飾ったのは2008年日本GP以来となった。

## スペック

### シャシー
- 名称: アルピーヌ A521
- シャシー構成: アルピーヌF1チーム カーボンファイバー&アルミニウム・ハニカムコンポジットモノコック、ルノー・E-Tech 20B パワーユニット搭載（ストレスメンバー）
- サスペンション
  - フロント: カーボンファイバー製ウイッシュボーン/プッシュロード式インボードロッカートーションバー（トップ&ボトム・ウィッシュボーン）
  - リア: カーボンファイバー製上下ウイッシュボーン/プルロッド式トーションバー&横置きダンパーユニット
- ホイール: O・Z マグネシウム製
- トランスミッション: セミオートマチック・シーケンシャル電子制御（クイックシフト） 8速＋リバース1速 カーボンファイバー製メインケース
- 燃料システム: ケブラー強化ラバー燃料タンク ATL製
- エレクトロニクス: MES-マイクロソフト スタンダードECU
- ブレーキシステム: ブレンボ カーボンディスク、パッド、キャリパー、マスターシリンダー
- タイヤ: ピレリ
- コクピット: カーボンコンポジット製着脱式シート/6点式シートベルト/パドルシフト、クラッチパドル、およびDRS付きステアリング

### パワーユニット

#### エンジン
- 名称: ルノー E-Tech 20B
- 排気量: 1,600cc
- 最高回転数: 15,000rpm(レギュレーションで規定)
- ターボチャージャー：シングルターボ、ブースト圧無制限（5bar）
- 最大燃料流量：100kg/h
- 最大燃料容量：110kg
- バンク角: 90度
- 気筒数: V型6気筒
- ボア: 80mm
- ストローク: 53mm
- クランクの高さ: 90mm
- バルブ数: 24（1気筒あたり4バルブ）
- 燃料噴射: 直接噴射

#### エネルギーリカバリーシステム(ERS)
- MGU-K
  - 最高回転数: 50,000rpm
  - 最大出力: 120kW
  - 最大エネルギー回生量: 2MJ（1周あたり）
  - 最大エネルギー放出量: 4MJ（1周あたり）
- MGU-H
  - 回転数: 100,000rpm以上
  - エネルギー回生量: 無制限

#### パワーユニット概要
- 重量: 150kg（FIA既定の最低重量）
- コンポーネント: 3基 - 内燃機関（エンジン,ICE）/ターボチャージャー(TC)/MGU-H/MGU-K、2基 - エナジーストア(ES)/コントロールエレクトロニクス(CE)
- パワー: 950hp以上

## 記録
| 年     | No. | ドライバー | BHR | EMI | POR | ESP | MON | AZE | FRA | STY | AUT | GBR | HUN | BEL | NED | ITA | RUS | TUR | USA | MXC | SÃO | QAT | SAU | ABU | ポイント | ランキング |
| 2021年 |     |            |     |     |     |     |     |     |     |     |     |     |     |     |     |     |     |     |     |     |     |     |     |     |          |            |
| ------ | --- | ---------- | --- | --- | --- | --- | --- | --- | --- | --- | --- | --- | --- | --- | --- | --- | --- | --- | --- | --- | --- | --- | --- | --- | -------- | ---------- |
| 2021年 | 14  | アロンソ   | Ret | 10  | 8   | 17  | 13  | 6   | 8   | 9   | 10  | 7   | 4   | 11  | 6   | 8   | 6   | 16  | Ret | 9   | 9   | 3   | 13  | 8   | 155      | 5位        |
| 2021年 | 31  | オコン     | 13  | 9   | 7   | 9   | 9   | Ret | 14  | 14  | Ret | 9   | 1   | 7   | 9   | 10  | 14  | 10  | Ret | 13  | 8   | 5   | 4   | 9   | 155      | 5位        |